# Sissel-Jo Gazan
Sissel-Jo Reid Gazan (Aarhus, 1973. december 20. –) dán biológus és író.

## Pályája
Sissel-Jo Gazan az aarhusi Marselisborg Gimnázium diákja 1992-ben érettségizett. Első regénye a Når man kysser i august 1995-ben jelent meg, ezt követte 1997-ben az Et barn for sig című műve. Ugyanebben az évben kezdett biológiát tanulni a Koppenhágai Egyetemen, ahol 2004-ben szerzett diplomát biológiából (a madarak evolúciójára szakosodott).
2008-ban jelent meg a A dinoszaurusz tolla című tudományos-fantasztikus könyvével elismerést vívott ki. A regényt 16 országban jelent meg. Maureen Corrigan (NPR) és Tom Nolan, a The Wall Street Journal munkatársa 2013-ban az év egyik legjobb krimijeként jellemezte, míg a Financial Times "felháborítóan szórakoztatónak" nevezte a regényt. 2013-ban jelent meg a Svalens Graf, amely a regény folytatása. A Vi elsker Berlin (2015) egy személyes útikalauz dánok számára Berlinről. 2017-ben jelent meg a Tintagomba című regény, amely a nagykorúságról, a családi titkokról és az utcai művészetről szól az 1980-as években, Aarhusban. Ugyanebben az évben kiadták Gazan első gyermekkönyvét, az Anton, Hugo og guldhesten címen.

## Magánélete
Paul Gazan újságíró és Janne Hejgaard író és előadó lánya.
2005-ben Németországba költözött, és Berlinben telepedett le, ahol ma is él három gyermekével. Két házassága volt, mindkét férjétől elvált.

## Könyvei, magyarul
- Når man kysser i august (Klim, 1995)
- Et barn for sig (Klim, 1997)
- Sig Ja! Hvad præster ved om kærlighed (Pretty Ink, 2005)
- Dinosaurens fjer (Gyldendal, 2008) Sci-fi többek között a madarak evolúciójáról.
  - A dinoszaurusz tolla (Søren Marhauge 1.) – Jaffa, Budapest, 2019 · ISBN 9789634751441 · Fordította: Sulyok Viktória
- Vigtigt at vide om Ludmilla (Gyldendal, 2009)
- Svalens Graf (Gyldendal, 2013) Sci-fi a WHO oltási programjairól.
  - A fecske röpte (Søren Marhauge 2.) – Jaffa, Budapest, 2024 · ISBN 9789634758808 · Fordította: Sulyok Viktória
- Vi elsker Berlin (Lindhardt og Ringhof, 2015) Személyes útmutató a német fővárosba.
- Blækhat (Lindhardt og Ringhof, 2017)
  - Tintagomba – Jaffa, Budapest, 2020 · ISBN 9789634752363 · Fordította: Sulyok Viktória
- Anton, Hugo og guldhesten (Gyldendal, 2019) Gyermekkönyv a veszteségről, Peter Bay Alexandersen(wd) illusztrációival.
- Vi elsker stadig Berlin (Politikens Forlag, 2019) Lola Gazannal együtt.
- Hvide blomster (Politikens Forlag, 2020)
  - Fehér virágok – Jaffa, Budapest, 2021 · ISBN 9789634755111 · Fordította: Sulyok Viktória
- Uglens øje (Politikens Forlag, 2022)

## Fordítás
- Ez a szócikk részben vagy egészben  a   Sissel-Jo Gazan című német Wikipédia-szócikk fordításán alapul.  Az eredeti cikk szerkesztőit annak laptörténete sorolja fel. Ez a jelzés csupán a megfogalmazás eredetét és a szerzői jogokat jelzi, nem szolgál a cikkben szereplő információk forrásmegjelöléseként.
- Ez a szócikk részben vagy egészben  a   Sissel-Jo Gazan című dán Wikipédia-szócikk fordításán alapul.  Az eredeti cikk szerkesztőit annak laptörténete sorolja fel. Ez a jelzés csupán a megfogalmazás eredetét és a szerzői jogokat jelzi, nem szolgál a cikkben szereplő információk forrásmegjelöléseként.